# 輪島丈明
輪島 丈明（わじま たけあき）は、日本の生物学者。専門は呼吸器感染症に係る病原菌。医学博士。

## 経歴
2002年、北里大学薬学部卒業。2012年、筑波大学大学院博士課程卒業。勤務。2016年から2017年までカロリンスカ研究所研究員、2021年から名城大学准教授。
2021年には3次元ヒト肺組織モデルを用いた呼吸器感染症病態モデルが評価され、日本感染症医薬品協会奨励賞を受賞した。
2022年には東京薬科大学の中南秀将らと共同で、新種の口腔内レンサ球菌を発見し、記載した。